# Wienerwaldsee
Il Wienerwaldsee (lago di Wienerwald) è un lago artificiale situato amministrativamente nel Land Bassa Austria.
Posizionato a 20 km da Vienna viene interessato principalmente dal fiume Wienfluss che ne è sia immissario che emissario.
Raggiungibile agevolmente è meta turistica anche per la presenza di piste ciclabili attrezzate.

## Curiosità
Da questo specchio d'acqua il 3 ottobre 1901 il pioniere dell'aviazione William Kress tentò il decollo, senza successo, con uno dei primi idrovolanti.

## Galleria d'immagini

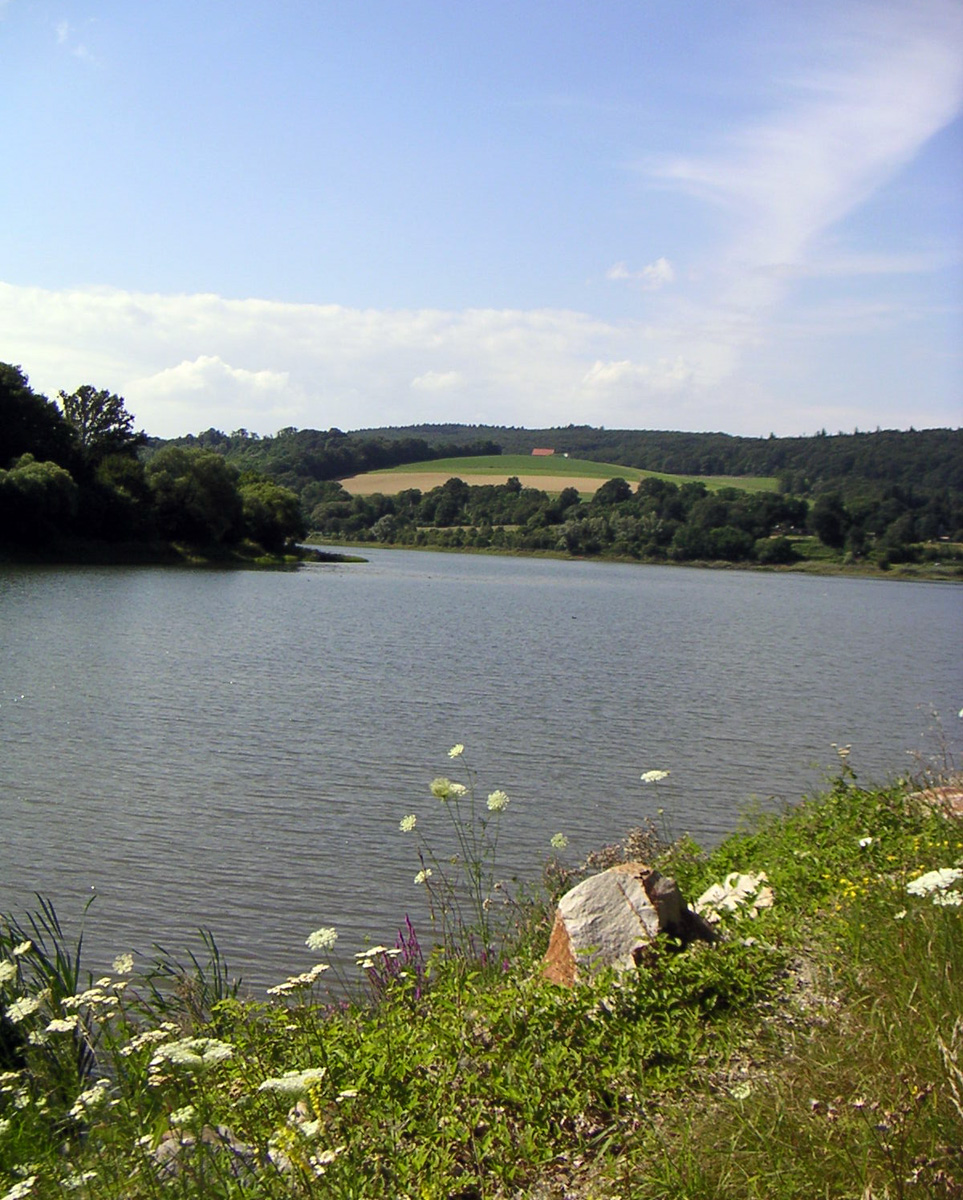
Vista da sud
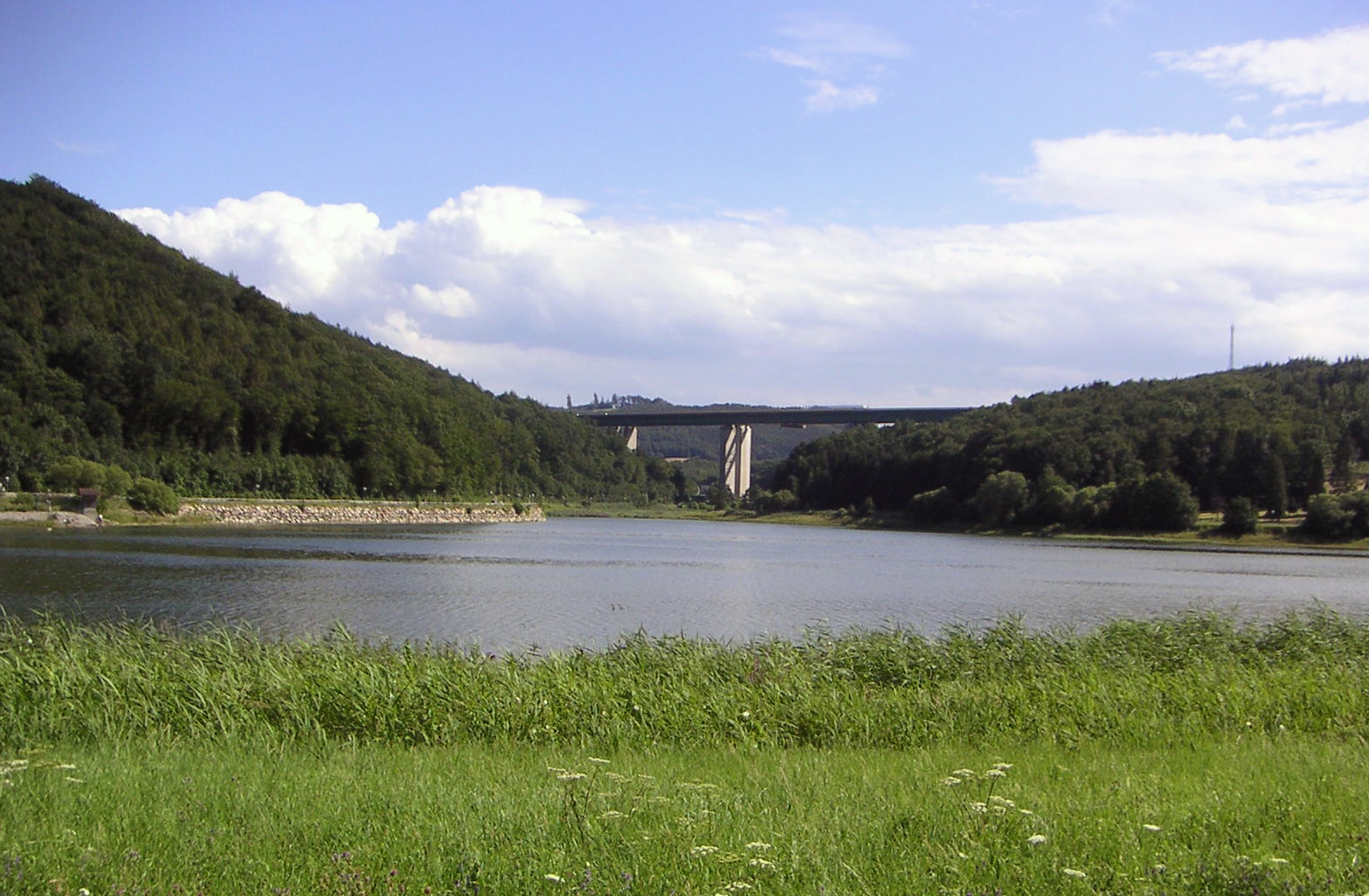
Vista da nord auf die Westautobahn
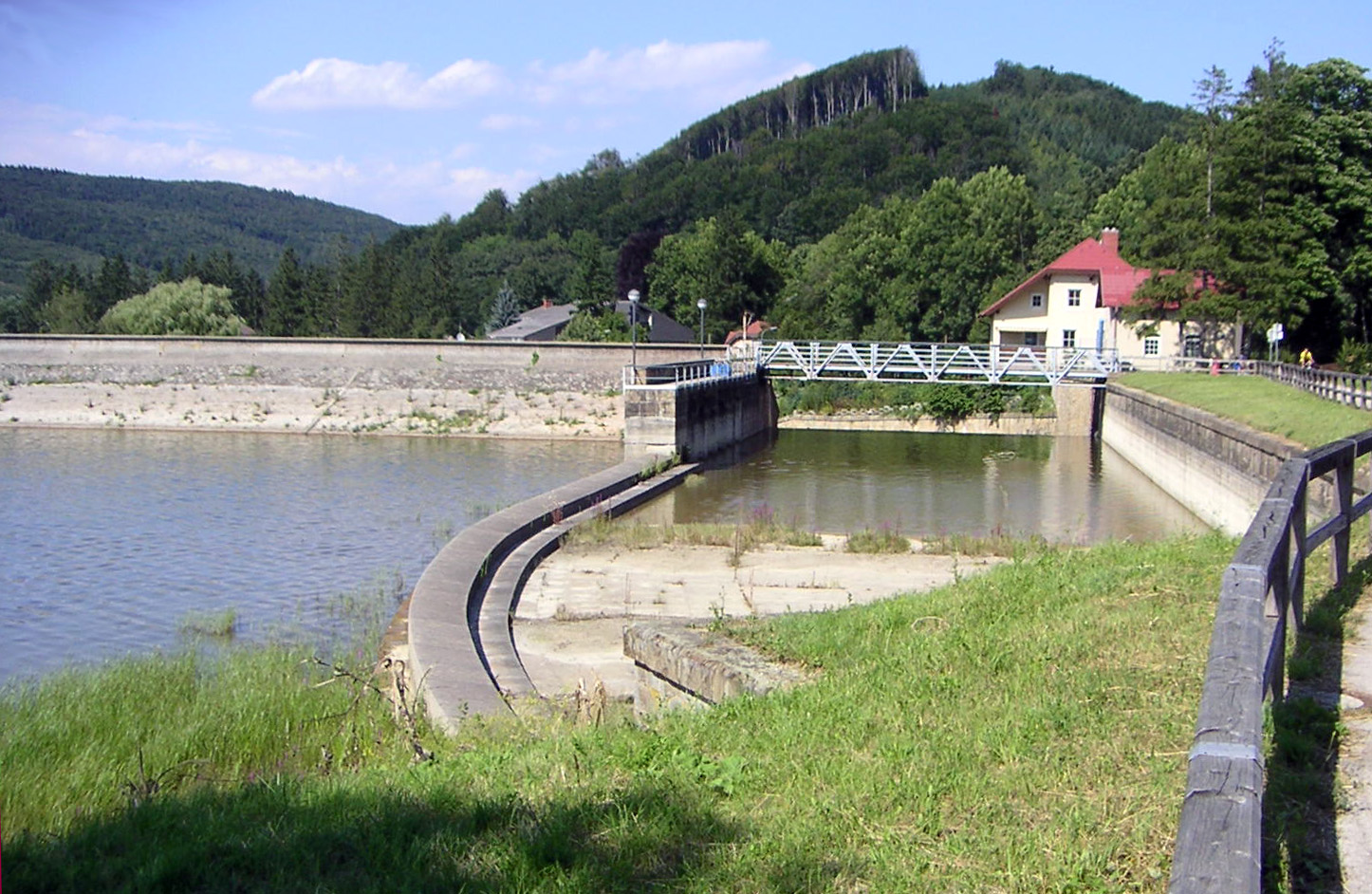
Wientalwasserwerk, luglio 2005

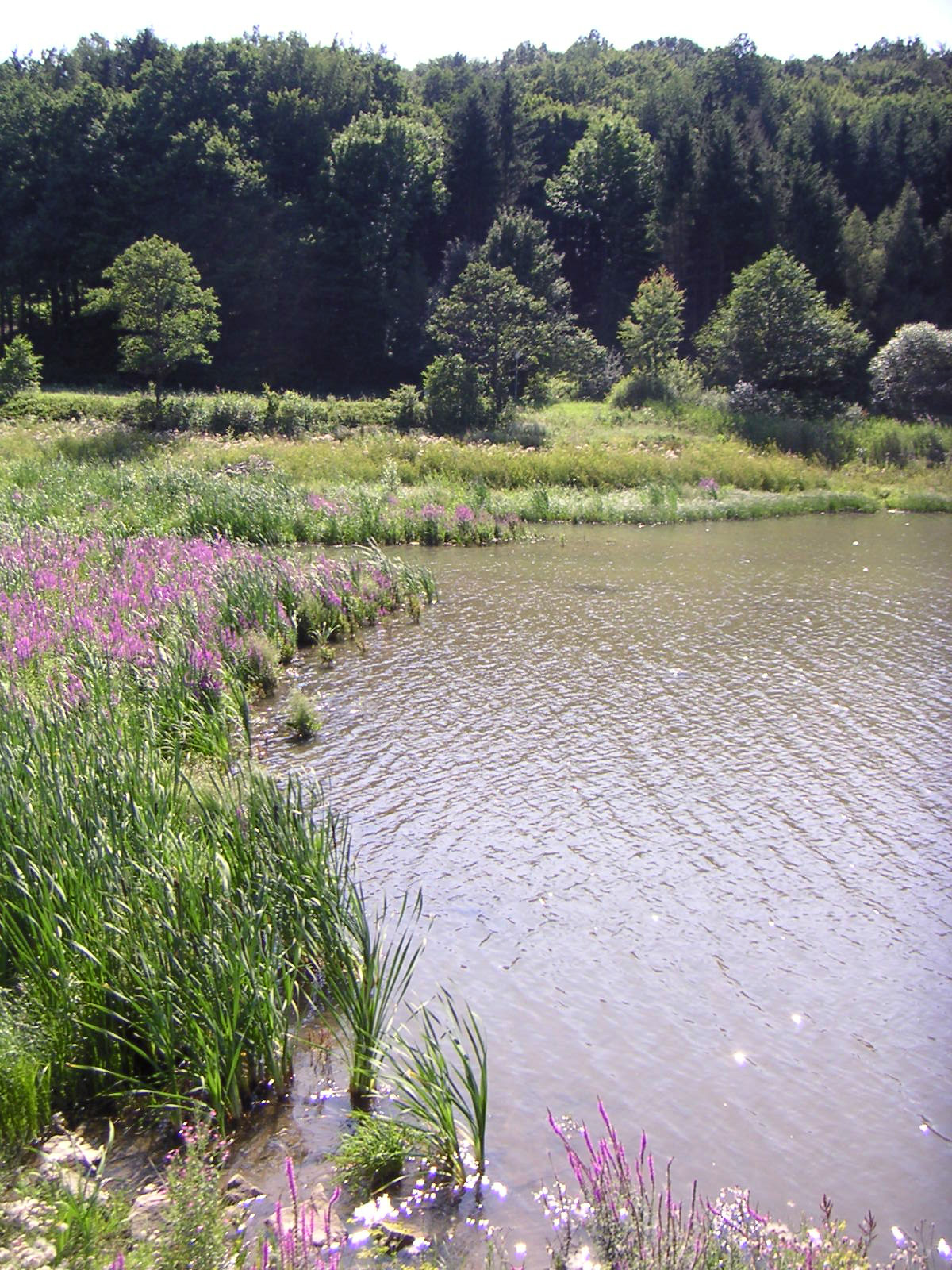
Vegetazione tipica presente sulle sponde ad inizio estate